# Krister Henriksson
Jan Krister Allan Henriksson (Häverö, bij Stockholm, 12 november 1946) is een Zweeds acteur.
Henriksson is vanaf 1978 te zien geweest in vele speelfilms, televisiefilms en televisieseries. Zijn doorbraak had hij in 1973 bij het Stadstheater van Stockholm met de hoofdrol in Peer Gynt. In 1993 werd hij lid van Dramaten, het belangrijkste dramatheater in Zweden. Hij is docent aan de toneelschool in Stockholm en voorlezer van luisterboeken over Harry Potter.
In 1997 werd hij beloond met het O'Neill stipendium. Na een keer genomineerd te zijn, won hij twee keer een Guldbagge, de officiële Zweedse filmprijs, die jaarlijks voor diverse disciplines wordt uitgereikt. De nominatie kreeg hij in 1998 voor beste bijrol als Jonny in Slutspel (Slotspel) (1997), waarna hij de prijs ontving in 1999 voor beste mannelijke hoofdrol als Hoffman/Henning in Veranda för en tenor (Wachten op de tenor) (1998) en in 2006 voor beste mannelijke hoofdrol als Bertil in Sex hopp och kärlek (Seks, hoop en liefde) (2005). In 2000 ontving hij de Zweedse koninklijke onderscheiding Litteris et Artibus.
In België en Nederland is hij bekend geworden door de vertolking van het personage Kurt Wallander, politie-inspecteur in de televisieserie Wallander, gebaseerd op het werk van Henning Mankell (32 afleveringen, 2005-2006, 2009-2010, 2013).
Henriksson woont in Södermalm met zijn partner, actrice Cecilia Nilsson, en heeft twee dochters en een zoon.